# Kościół św. Urbana w Brzeszczach
Kościół świętego Urbana – rzymskokatolicki kościół parafialny należący do dekanatu Jawiszowice diecezji bielsko-żywieckiej.

## Historia i architektura
Jest to świątynia wzniesiona w stylu neobarokowym w latach 1874-1876. Została uroczyście poświęcona w dniu 29 sierpnia 1876 roku, natomiast w dniu 3 września 1908 roku została konsekrowana przez biskupa Anatola Nowaka.
Oryginalnie była to świątynia jednonawowa, jednakże w latach 1934-1935 została dobudowana kaplica Ukrzyżowanego Pana Jezusa, natomiast w latach 1952-1953 nowa zakrystia razem z umieszczoną nad nią salą katechetyczną (dawna zakrystia została przebudowana na kaplicę). W prezbiterium jest umieszczony ołtarz główny wykonany w latach 1891-1892 przez rzeźbiarza Kazimierza Chodzińskiego z Krakowa w stylu neobarokowym. W jego środkowej części znajduje się obraz przedstawiający Wniebowzięcie Najświętszej Maryi Panny oraz (odsłaniane naprzemiennie) obrazy: przedstawiający św. Urbana, wykonany przez znanego słowackiego malarza Petra Bohúňa oraz przedstawiający św. Barbarę, wykonany przez artystę Jana Bąkowskiego z Krakowa. Po obu stronach w niszach są umieszczone figury świętych Apostołów Piotra i Pawła, z kolei w zwieńczeniu ołtarza znajdują się rzeźby Boga Ojca w otoczeniu aniołów oraz gołębicy, będącej symbolem Ducha Świętego, w promienistej glorii. W dolnej części ołtarza znajduje się bogato zdobione, pozłacane tabernakulum wykonane w 1964 roku. W 1970 roku ołtarz soborowy został ufundowany przez parafian. W 1992 roku zostało przebudowane prezbiterium i został wykonany nowy ołtarz. Prace stolarskie, ołtarz oraz trzy konfesjonały zostały wykonane w zakładzie Salezjanów w Oświęcimiu.